# Junioreuropamästerskapet i ishockey 1978
Junioreuropamästerskapet i ishockey 1978 var 1978 års upplaga av turneringen. Huvudturneringen spelades över jul-nyår, samtidigt som juniorvärldsmästerskapet avgjordes, vilket gjorde flera av de bättre spelarna inte blev tillgängliga.

## Grupp A
Spelades i Helsingfors och Vanda i Finland under perioden 27 december 1977-2 januari 1978.

### Första omgången
grupp 1
| Lag        | Finland | Sverige | Schweiz | Norge | gjorda mål/insläppta mål | poäng |
| ---------- | ------- | ------- | ------- | ----- | ------------------------ | ----- |
| 1. Finland | —       | 2-1     | 10-7    | 11-1  | 23-09                    | 6     |
| 2. Sverige | 1-2     | —       | 7-2     | 14-0  | 22-04                    | 4     |
| 3. Schweiz | 7-10    | 2-7     | —       | 6-5   | 15-22                    | 2     |
| 4. Norge   | 1-11    | 0-14    | 5-6     | —     | 06-31                    | 0     |

grupp 2
| Lag                | Sovjetunionen | Tjeckoslovakien | Polen | Västtyskland | gjorda mål/insläppta mål | poäng |
| ------------------ | ------------- | --------------- | ----- | ------------ | ------------------------ | ----- |
| 1. Sovjetunionen   | —             | 3-0             | 8-1   | 13-1         | 24-02                    | 6     |
| 2. Tjeckoslovakien | 0-3           | —               | 8-2   | 13-1         | 21-06                    | 4     |
| 3. Polen           | 1-8           | 2-8             | —     | 5-3          | 08-19                    | 2     |
| 4. Västtyskland    | 1-13          | 1-13            | 3-5   | —            | 05-32                    | 0     |

### Andra omgången
Slutspelsserien
| Lag                | Finland     | Sovjetunionen | Sverige | Tjeckoslovakien | gjorda mål/insläppta mål | poäng |
| ------------------ | ----------- | ------------- | ------- | --------------- | ------------------------ | ----- |
| 1. Finland         | —           | 6-5, övertid  | (2-1)   | 6-2             | 14-08                    | 6     |
| 2. Sovjetunionen   | 5-6 övertid | —             | 5-3     | (3-0)           | 13-09                    | 4     |
| 3. Sverige         | (1-2)       | 3-5           | —       | 4-2             | 08-09                    | 2     |
| 4. Tjeckoslovakien | 2-6         | (0-3)         | 2-4     | —               | 04-13                    | 0     |

### Finalen
| 2 januari 1978 | Sovjetunionen | 5 – 6 övertid (2–1, 1–1, 0–1, 2−2, 0−1) | Finland | Helsingfors |

|  |                                                       |  |                                                                   | Åskådare: 7 604 |  |
|  | Sasjkov Funikov Sasjkov Popikhin 73-43 Popikhin 78-17 |  | 19-59 Kurri Lepisto Huikari 76-43 Laine 79-45 Huikari 81-42 Kurri |                 |  |

Nedflyttningsserien
| Lag             | Polen | Schweiz | Västtyskland | Norge | gjorda mål/insläppta mål | poäng |
| --------------- | ----- | ------- | ------------ | ----- | ------------------------ | ----- |
| 1. Polen        | —     | 4-3     | (5-3)        | 6-3   | 15-09                    | 6     |
| 2. Schweiz      | 3-4   | —       | 10-7         | (6-5) | 19-16                    | 4     |
| 3. Västtyskland | (3-5) | 7-10    | —            | 2-1   | 12-16                    | 2     |
| 4. Norge        | 3-6   | (5-6)   | 1-2          | —     | 09-14                    | 0     |

Norge nedflyttade till 1979 års B-grupp.

## Priser och utmärkelser
- Poängkung: Henry Locher, Schweiz (15 poäng)
- Bästa målvakt: Jari Paavola, Finland
- Bästa försvarare: Jevgenij Popjkin, Sovjetunionen
- Bästa anfallare: Jari Kurri, Finland

## Grupp B
Spelades under perioden 1-5 mars 1978.

### Första omgången
grupp 1
Spelades i Den Bosch Nederländerna.
| Lag              | Italien | Jugoslavien | Nederländerna | Danmark | gjorda mål/insläppta mål | poäng |
| ---------------- | ------- | ----------- | ------------- | ------- | ------------------------ | ----- |
| 1. Italien       | —       | 3-2         | 5-4           | 6-7     | 14-13                    | 4     |
| 2. Jugoslavien   | 2-3     | —           | 4-2           | 3-1     | 09-06                    | 4     |
| 3. Nederländerna | 4-5     | 2-4         | —             | 2-0     | 08-09                    | 2     |
| 4. Danmark       | 7-6     | 1-3         | 0-2           | —       | 08-11                    | 2     |

grupp 2
Spelades i Deurne i Belgien
| Lag          | Frankrike | Rumänien | Österrike | BEL  | gjorda mål/insläppta mål | poäng |
| ------------ | --------- | -------- | --------- | ---- | ------------------------ | ----- |
| 1. Frankrike | —         | 4-4      | 6-1       | 10-1 | 20-08                    | 5     |
| 2. Rumänien  | 4-4       | —        | 5-5       | 12-1 | 21-10                    | 4     |
| 3. Österrike | 1-6       | 5-5      | —         | 16-0 | 22-11                    | 3     |
| 4. Belgien   | 1-10      | 1-12     | 0-16      | —    | 02-38                    | 0     |

### Placeringsmatcher
| Sjunde plats | Danmark   | 15-2 (5-1, 5-0, 5-1)                   | Belgien       |  |
| Femte plats  | Österrike | 5-3 (0-1, 0-0, 5-2)                    | Nederländerna |  |
| Tredje plats | Rumänien  | 7-5 övertid (1-2, 3-2, 1-1, 2-0)       | Jugoslavien   |  |
| Final        | Italien   | 4-3 straffar (0-0, 2-1, 0-1, 1-1, 1-0) | Frankrike     |  |

Italien  uppflyttade till 1979 års A-grupp, Belgien nedflyttade till 1979 års C-grupp.

## Grupp C
Spelades i Sofia i Bulgarien under perioden 20-26 januari 1979.
| Lag          | Ungern  | Bulgarien | Spanien | gjorda mål/insläppta mål | poäng |
| ------------ | ------- | --------- | ------- | ------------------------ | ----- |
| 1. Ungern    | —       | 2-2 6-5   | 8-1 5-5 | 21-13                    | 6-2   |
| 2. Bulgarien | 2-2 5-6 | —         | 9-2 1-3 | 17-13                    | 3-5   |
| 3. Spanien   | 1-8 5-5 | 2-9 3-1   | —       | 11-23                    | 3-5   |

Ungern uppflyttade till 1979 års B-grupp.

### Fotnoter
1. ↑  ”Championnat d'Europe 1978 des moins de 18 ans” (på franska). Hockeyarchives. 12 mars 1978. http://www.passionhockey.com/hockeyarchives/U-18_1978.htm. Läst 29 november 2014.